# Bradley in the Moors
Bradley in the Moors är en by i civil parish Alton, i distriktet Staffordshire Moorlands, i grevskapet Staffordshire i England. Byn är belägen 9 km från Uttoxeter. Bradley in the Moors var en civil parish fram till 1934 när blev den en del av Alton och Croxden. Civil parish hade 77 invånare år 1931. Byn nämndes i Domedagsboken (Domesday Book) år 1086, och kallades då Bretlei.